# Comité Nacional para las Montañas
El Comité Nacional para las Montañas es un Comité Asesor que tiene por objeto asesorar al Ministerio de Relaciones Exteriores y servir de instancia de coordinación a los distintos órganos del Estado de Chile e instituciones vinculados con el cumplimiento de los objetivos de la "Alianza para las Montañas", para el mejoramiento de la calidad de vida de las poblaciones humanas en las montañas y para gestión sustentable de los ecosistemas montañosos.

## Antecedentes

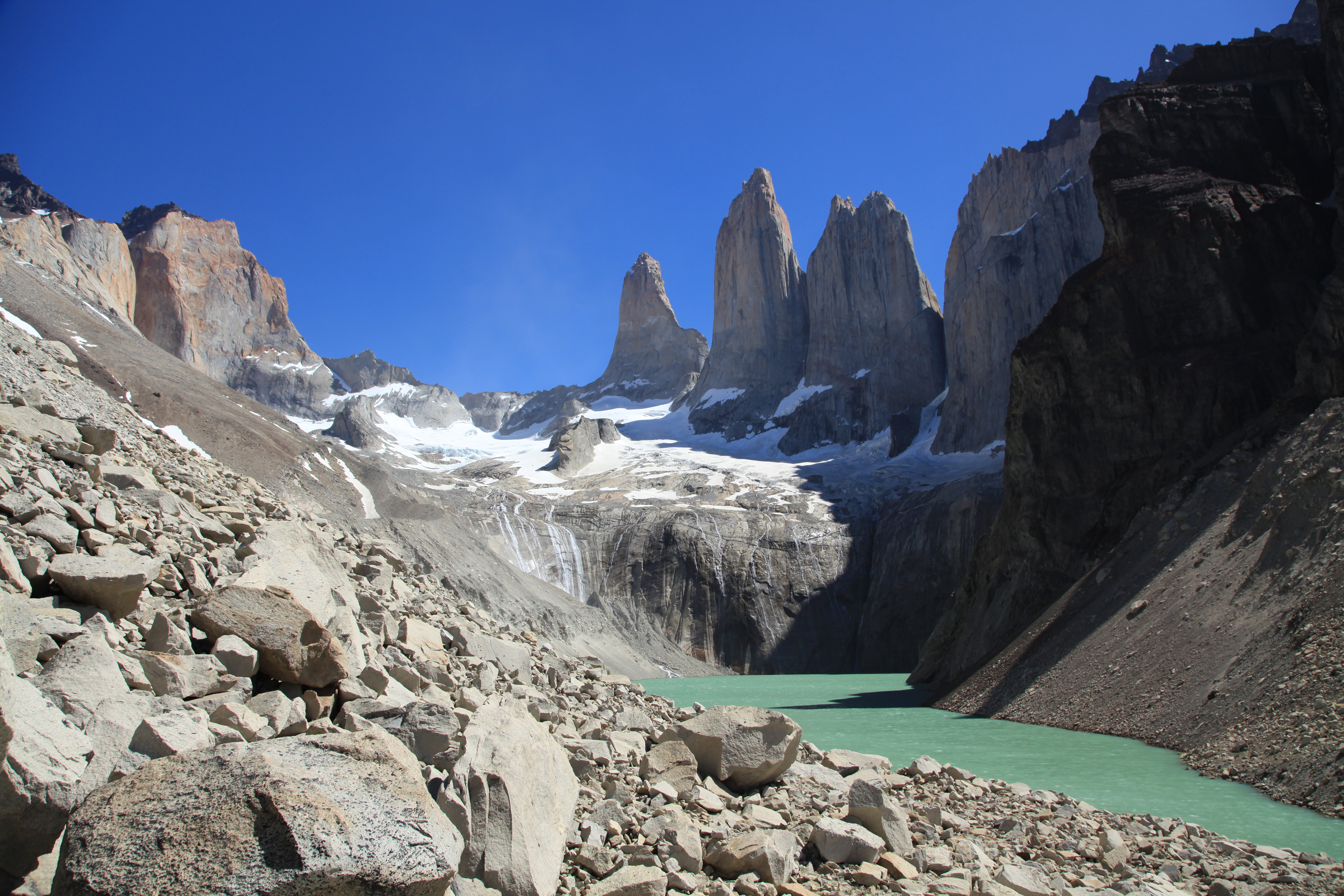
Torres del Paine, Región de Magallanes, Chile.

Con el Programa 21 adoptado en Río de Janeiro en el año 1992, se estableció el Capítulo 13 titulado «Ordenación de los Ecosistemas Frágiles: Desarrollo Sostenible de las Zonas de Montaña», siendo este primer paso a la protección de los ecosistemas de montaña.
Un resultado concreto fue que en el año 1998, la Asamblea General de las Naciones Unidas proclamó el 2002 como el año Internacional de las Montañas mediante la Resolución 53/24.
Posteriormente, se dicaron por este organismo una serie de resoluciones relativas al desarrollo sostenible de las montañas: Resolución 55/189, Resolución 57/245, Resolución 58/216 y Resolución 62/196.
En el año 2002 en la Cumbre Mundial sobre el Desarrollo Sostenible Johannesburgo se creó la Alianza Internacional para el desarrollo sostenible de las regiones montañosas, también llamada ‘Alianza para las Montañas’, como un mecanismo de cooperación dinámico, transparente, flexible, participativo para tratar los distintos aspectos interrelacionados al desarrollo sostenible de las regiones montañosas y que chile firmó en el año 1997. En esta cumbre se recomendó a los países con montaña conformar una alianza internacional que promoviera el uso sostenible de estos ecosistemas. Durante esta asamblea cada país integrante, se comprometió a crear un Comité Nacional para las Montañas.
Esta Alianza es de carácter voluntario y transnacional que agrupa a las partes interesadas en las regiones de montaña (gobiernos, organismos intergubernamentales, organizaciones de la sociedad civil y del sector privado). Se describe como una coalición de socios voluntarios dedicados a elevar el nivel de vida de los pobladores y proteger los ecosistemas de montaña en todo el mundo que Chile se integra el año 2007. Ese año Chile se comprometió a crear un Comité para las Montañas.
El año 2009 el Ministerio de Relaciones Exteriores junto a representantes de la FAO en Chile convoca a distintos servicios y organismos de la sociedad civil para conformar el Comité Nacional de las Montañas.
Sólo en septiembre de 2014 se logra formalizar mediante un decreto del Ministerio de Relaciones Exteriores el Comité Nacional para las Montañas en Chile.

## Funciones[1]
1. Asesorar al Ministro de Relaciones Exteriores y a los organismos técnicos competentes en la definición, articulación y promoción de estrategias para el desarrollo sostenible de los ecosistemas de montaña, en el marco conceptual de la "Alianza para las Montañas".
2. Hacer recomendaciones para el mejoramiento del conocimiento de los sistemas de montaña, su integración en las políticas públicas, estrategias y planes de acción nacional y su difusión.
3. Asesorar a las autoridades técnicas competentes en la elaboración de políticas públicas para la protección y gestión sustentable de los ecosistemas de montaña, en el mejoramiento de las capacidades y calidad de vida de sus habitantes y velar por su implementación.
4. Recomendar a los organismos técnicos competentes acciones para el fortalecimiento humano e institucional de los actores involucrados en la temática de montañas, favoreciendo el diálogo y propendiendo a la difusión de información, a la creación de redes y a la promoción del desarrollo sostenible en las montañas.

## Miembros del Comité para las Montañas en Chile[1]
1. Ministerio de Relaciones Exteriores, quien lo preside.
2. Ministerio de Defensa Nacional.
3. Ministerio de Economía, Fomento y Turismo.
4. Ministerio de Agricultura.
5. Ministerio de Minería.
6. Ministerio de Bienes Nacionales.
7. Ministerio del Medio Ambiente.
8. Oficina Nacional de Emergencia.
9. Servicio Nacional de Turismo.
10. Corporación Nacional de Desarrollo Indígena.
11. Dirección General de Aguas.
12. Corporación Nacional Forestal.
13. Servicio Nacional de Geología y Minería.
14. Policía de Investigaciones de Chile.